# Église de la Purification-de-la-Bienheureuse-Vierge-Marie
L'église de la Purification-de-la-Bienheureuse-Vierge-Marie ou simplement l'église de la Purification est une église catholique construite en 1723 et située sur la rue Notre-Dame, à Repentigny, au Québec. Elle est l'une des plus vieilles paroisses du Québec. Elle a été classée comme immeuble patrimonial en 1978.